# 濡女子
濡女子（ぬれおなご）為流傳在日本四國與九州地區的妖怪傳說。

## 概要
外型為全身濕濡狀態的女子，見到人會對人微笑，當對方也以微笑回應，他就會跟著此人一生。